# Ejército Popular de Liberación de Manipur
El Ejército Popular de Liberación (en inglés: People's Liberation Army, PLA) fue creado por N. Bisheswar Singh el 25 de septiembre de 1978. Se declara revolucionario e interétnico y pretende unir a Meiteis, Nagas y Kukis en un Manipur libre. Su primera alianza fue con el National Socialist Council of Nagalim entonces aún llamado Consejo Nacional Socialista de Nagaland. Sus acciones se iniciaron en el Valle de Imphal en 1978-79 con fuertes ataques a las fuerzas de seguridad (se contaron 39 ataques). La muerte de algunos líderes en combate (como el presidente Thoudam Kunjabehari en 1982), y la detención de otros (como Bishewar, detenido en 1981) le hizo decrecer su actividad militar en los ochenta. En 1989 formó un ala política llamada Frente Popular Revolucionario (RPF) que constituyó un gobierno en el exilio en Bangladés, dirigido por Irengbam Chaoren, y comenzó una reestructuración de su ejército, convertido en muy disciplinado y activo, y con cuatro secciones: Sadar Hill West áreas del Valle de Manipur; Sadar Hill áreas del oriente del Valle; Hill áreas de Manipur; y Valle de Imphal, con un comandante cada una, y rangos inferiores- Cuenta con unos dos mil soldados. Su apoyo creció en los noventa por la activa política social progresista. 

## Bandera

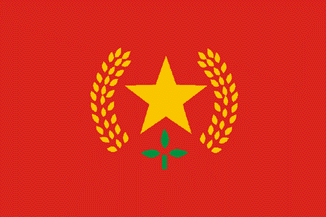
Bandera del Ejército Popular Revolucionario de Manipur.

Su bandera es roja con el emblema amarillo en el centro.
- Datos: Q3113069